# حل مثلي
الحل المثلي في علم الأحياء يعني انقسام خلية إلى خليتين متساويتي الحجم.